# Koçağılı
Koçağılı ist ein verlassenes Dorf im zentralen Landkreis der türkischen Provinz Şırnak. Der ursprüngliche Ortsname lautete Besüke. Im Jahre 1990 lebten dort 202 Menschen. Bei der Volkszählung von 1980 waren noch 587 Einwohner gezählt worden.
Am 26. März 1994 wurde das Dorf von der türkischen Luftwaffe angegriffen. Dabei starben 13 Dorfbewohner. Die Überlebenden begruben ihre Toten in Kumçatı und gaben das Dorf auf. 2013 wurde ihnen Entschädigungen vom Europäischen Gerichtshof für Menschenrechte zugesprochen.